# La pluma del ángel
 La pluma del ángel  es una película de Argentina filmada en colores dirigida por Néstor Paternostro sobre su propio guion escrito en colaboración con Claudio Ramos basado en un libro de este, que se estrenó el 17 de septiembre de 1992 y que tuvo como actores principales a Dora Baret, Arturo Bonín y Emilio Alfaro.

## Gestación
El filme está inspirado en un episodio real de la vida del guionista.  Claudio Ramos era uno de los tres hijos del hijo del empresario periodístico Julio Ramos cuando el 29 de diciembre de 1986, Darío, el menor, bromeaba con su novia en la piscina. De pronto, desde el borde, Gabriel, de 26 años, vio espantado que su hermano se retorcía como electrocutado. Se zambulló para rescatarlo y lo logró. No pudo salvar a la chica. Él tampoco alcanzó a salir. Ramos se llevó a la familia a Punta del Este. Al terminar el verano de 1987, el 14 de marzo, saliendo a las 5 de la mañana de una discoteca de Moreno, Darío, de 19 años, manejando su Renault 12 chocó con un camión y murió. Años después, con una nueva pareja, Julio Ramos tuvo otros dos hijos y falleció en 2006.

## Sinopsis
Un joven arquitecto trata de superar las muertes accidentales de dos hermanos y lograr un equilibrio emocional que le permita continuar su vida.

## Reparto
- Dora Baret
- Arturo Bonín
- Emilio Alfaro
- Sebastián Morgan
- Gabriela Salas
- Daniel Galarza
- Marcelo Cosentino
- Jean-François Casanovas
- Gonzalo Crespo
- Silvia D'Ascenso
- Carolina Petroni
- Bernardo Baras
- David Masajnik
- Vando Villamil
- Andrea Tenuta
- Sissi Hansen
- Banda Alakrán:
  - Pablo Finger
  - Mario Ian
  - Sergio León
  - Dukke
  - Ruth Yulie

## Comentarios
LM en Página 12 escribió:

«Un film contradictorio que por un lado reclama para sí la capacidad de síntesis y de expresión puramente visual, t+ipicas del cine publicitario, y que por otro recurre con insistencia a parlamentos rimbombantes sobre el sentido de la vida y de la muerte.»

Ámbito Financiero escribió:

«Un film con varias escenas muy bien logradas.»

La Nación opinó:

«Un film con varias escenas muy bien logradas.»

Manrupe y Portela escriben:

«Una película atípica…filme confuso y abierto.»